# Phil Knight
Philip Hampson "Phil" Knight, född 24 februari 1938 i Portland, Oregon, grundade sport- och klädesmärket Nike i mitten av 1960-talet. Han började sälja skor i sitt eget garage. Knight hade 2016 en förmögenhet på knappt 25 miljarder dollar.